# Västerbotten Investment Agency
Västerbotten Investment Agency är en organisation som arbetar med internationellt investeringsfrämjande för hela Västerbottens län. Bland intressenterna finns Umeå kommun, Skellefteå kommun och Region Västerbotten. Verksamheten marknadsför de möjligheter som finns för utländska företag att etablera sig i regionen.